# Liste des monuments historiques d'Anvers/Quartier des docks
Cette page regroupe l'ensemble des monuments classés du port d'Anvers.
| Objet                                                                     | Statut du classement? | Année de construction/architecte | Section communale | Adresse              | Coordonnées                      | Numéro d'inventaire | Illustration                                    |
| ------------------------------------------------------------------------- | --------------------- | -------------------------------- | ----------------- | -------------------- | -------------------------------- | ------------------- | ----------------------------------------------- |
| (nl) Kanaalsectie met Straatsburgbrug en Albertbrug en brugwachtershuisje |                       |                                  | Anvers            | Straatsburgdok       | 51° 14′ 32″ nord, 4° 24′ 38″ est | 10743               | Téléverser                                      |
| (nl) Straatsburgdok                                                       |                       |                                  | Anvers            | Straatsburgdok       | 51° 14′ 32″ nord, 4° 24′ 58″ est | 10744               | Téléverser                                      |
| (nl) Amerikadok                                                           |                       |                                  | Anvers            | Amerikadok           | 51° 14′ 39″ nord, 4° 23′ 52″ est | 10746               | Téléverser                                      |
| (nl) Noordkasteelbruggen                                                  |                       |                                  | Anvers            | Noordkasteelbruggen  | 51° 14′ 50″ nord, 4° 23′ 13″ est | 10747               | (nl) Noordkasteelbruggen                        |
| (nl) Royerssluis met Royersbrug en Lefebvrebrug                           |                       |                                  | Anvers            | Royerssluis          | 51° 14′ 29″ nord, 4° 24′ 11″ est | 10748               | (nl) Royerssluis met Royersbrug en Lefebvrebrug |
| (nl) Royerssluis met Royersbrug en Lefebvrebrug                           |                       |                                  | Anvers            | Royersbrug           | 51° 14′ 29″ nord, 4° 24′ 11″ est | 10748               | (nl) Royerssluis met Royersbrug en Lefebvrebrug |
| (nl) Royerssluis met Royersbrug en Lefèbvrebrug                           |                       |                                  | Anvers            | Lefèbvrebrug         | 51° 14′ 29″ nord, 4° 24′ 11″ est | 10748               | (nl) Royerssluis met Royersbrug en Lefèbvrebrug |
| (nl) Kolenbergplaats bij Royerssluis                                      |                       |                                  | Anvers            | Royerssluis          | 51° 14′ 31″ nord, 4° 24′ 13″ est | 10749               | Téléverser                                      |
| (nl) Sluiswachtershuis bij Royerssluis                                    |                       |                                  | Anvers            | Royerssluis          | 51° 14′ 26″ nord, 4° 24′ 08″ est | 10750               | Téléverser                                      |
| (nl) Dienstgebouwtjes bij Royerssluis                                     |                       |                                  | Anvers            | Royerssluis          | 51° 14′ 27″ nord, 4° 24′ 10″ est | 10751               | Téléverser                                      |
| (nl) Sluismeesterswoning bij de Royerssluis                               | Oui                   |                                  | Anvers            | Royerssluis          | 51° 14′ 25″ nord, 4° 24′ 06″ est | 10752               | Téléverser                                      |
| (nl) Graanmagazijnen aan Amerikadok                                       |                       |                                  | Anvers            | Amerikadok           | 51° 14′ 32″ nord, 4° 23′ 59″ est | 10753               | Téléverser                                      |
| (nl) Noordkasteel                                                         | Oui                   |                                  | Anvers            | Oosterweelsteenweg   | 51° 14′ 31″ nord, 4° 23′ 40″ est | 10754               | Téléverser                                      |
| (nl) Hogere Zeevaartschool                                                | Oui                   |                                  | Anvers            | Noordkasteel-Oost 6  | 51° 14′ 27″ nord, 4° 23′ 55″ est | 10755               | (nl) Hogere Zeevaartschool                      |
| (nl) Sint-Jan-de-Doper, Oosterweel                                        | Oui                   |                                  | Anvers            | Oosterweelsteenweg   | 51° 14′ 37″ nord, 4° 23′ 07″ est | 10756               | (nl) Sint-Jan-de-Doper, Oosterweel              |
| (nl) Oosterweelbrug                                                       |                       |                                  | Anvers            | Oosterweelbrug       | 51° 15′ 39″ nord, 4° 23′ 19″ est | 10758               | (nl) Oosterweelbrug                             |
| (nl) Zes droogdokken aan Hansadok met pomphuis                            |                       |                                  | Anvers            | Hansadok             | 51° 15′ 20″ nord, 4° 21′ 14″ est | 10759               | Téléverser                                      |
| (nl) Twee droogdokken Beliard-Crigton                                     |                       |                                  | Anvers            | Vierde Havendok      | 51° 15′ 15″ nord, 4° 22′ 44″ est | 10760               | Téléverser                                      |
| (nl) Kerktoren parochiekerk Sint-Laurentius                               | Oui                   |                                  | Anvers            | Wilmarsstraat        | 51° 16′ 31″ nord, 4° 22′ 30″ est | 10761               | Téléverser                                      |
| (nl) Van Cauwelaertsluis en Boudewijnsluis                                |                       |                                  | Anvers            | Van Cauwelaertsluis  | 51° 16′ 45″ nord, 4° 19′ 51″ est | 10762               | Téléverser                                      |
| (nl) Petroleumbrug                                                        |                       |                                  | Anvers            | Petroleumbrug        | 51° 15′ 59″ nord, 4° 20′ 01″ est | 10763               | Téléverser                                      |
| (nl) Churchilldok                                                         |                       |                                  | Anvers            | Churchilldok         | 51° 16′ 50″ nord, 4° 22′ 00″ est | 10765               | Téléverser                                      |
| (nl) Frans Tijsmanstunnel 1966                                            |                       |                                  | Anvers            | Frans Tijsmanstunnel | 51° 18′ 31″ nord, 4° 19′ 15″ est | 10766               | Téléverser                                      |
| (nl) Lillobrug                                                            |                       |                                  | Anvers            | Lillobrug            | 51° 18′ 27″ nord, 4° 19′ 18″ est | 10767               | (nl) Lillobrug                                  |
| (nl) Pompstation                                                          |                       |                                  | Anvers            | Lillobrug            | 51° 18′ 30″ nord, 4° 19′ 30″ est | 10768               | Téléverser                                      |
| (nl) Kerkschip Sint-Jozef                                                 |                       |                                  | Anvers            | Lillobrug            | 51° 18′ 07″ nord, 4° 19′ 55″ est | 10769               | (nl) Kerkschip Sint-Jozef                       |
| (nl) Elektrische kraan op de kade                                         | Oui                   |                                  | Anvers            | Vosseschijnstraat    | 51° 15′ 19″ nord, 4° 24′ 54″ est | 200506              | Téléverser                                      |
| (nl) Elektrische kraan 371JA                                              | Oui                   |                                  | Anvers            | Wijnweg              | 51° 15′ 37″ nord, 4° 23′ 02″ est | 200508              | Téléverser                                      |
| (nl) Bedieningshuisje Royersbrug                                          |                       |                                  | Anvers            | Royerssluis          |                                  | 212120              | Téléverser                                      |
| (nl) Staketsels bij Royerssluis                                           |                       |                                  | Anvers            | Royerssluis          |                                  | 212124              | Téléverser                                      |
| (nl) Oorlogsmonument Mercantile Marine Engineering                        |                       |                                  | Anvers            | Industrieweg 11      |                                  | 213788              | Téléverser                                      |